# Clout
Clout var en sydafrikansk popgrupp som bildades 1977. Gruppen var en tjejgrupp och hade sitt genombrott med låten Substitute. Deras musik toppade listorna i flera länder i Europa, bland annat i Sverige, Västtyskland, Nederländerna och Frankrike. Bland övriga stora hits märks Save Me, You've Got All of Me, Under Fire och Portable Radio. 

## Medlemmar
Ursprungligen bestod bandet av Cindy Alter, Jenni Garson, Ingrid Herbst, Glenda Millar och Lee Tomlinsons. Efter 1979 gjordes det några ändringar och vissa medlemmar byttes ut.

## Diskografi

### Album
- 1978: Substitute
- 1979: Six of the Best
- 1980: A Threat and a Promise
- 1981: 1977 to 1981
- 1992: Substitute
- 1992: 20 Greatest Hits
- 2007: Since You've Been Gone

### Singlar
- 1977
  - Since You've Been Gone (Russ Ballard)
- 1978
  - Substitute
  - You've Got All of Me
  - Let it Grow
- 1979
  - Save Me (Clodagh Rodgers)
  - Ms America
  - Under Fire
- 1980
  - Oowatanite
  - Portable Radio
- 1981
  - Wish I Were Loving You

## Källhänvisningar
1. ↑  "Clout". Rock.co.za. Läst 10 november 2014. (engelska)